# Беленська башта
38°41′29″ пн. ш. 9°12′57″ зх. д. / 38.69139° пн. ш. 9.21583° зх. д.
Беле́нська ба́шта або Торре-де-Белен (порт. Torre de Belém, МФА: [ˈto.ʁɨ dɨ bɨ.ˈɫɐ̃j]) — фортеця на березі річки Тежу, в районі Белен в Лісабоні. Один із символів міста. Яскравий зразок архітектури мануеліно. Названа на честь району Белен (порт. Belém — Вифлеєм), в якому вона знаходиться. Споруджена 1520 року. Об'єкт Світової спадщини ЮНЕСКО.

## Загальні дані
Беленська башта — одна з найвидатніших пам'яток Лісабона. Розташована на правому березі річки Тежу, в місті Белен (з португальської — Вифлеєм), де була колись лісабонська гавань, з якої португальські флотилії (армади) відбували в далекі плавання. Зокрема, саме звідси 8 липня 1497 року відпливла на пошуки морського шляху в Індію експедиція на чолі з Васко да Гама. Башта є одним з найяскравіших прикладів архітектурного стилю мануеліно, що мав поширення в Португалії за часів короля Мануела І. Згодом вежа втратила свою захисну функцію для берегів річки Тежу і з часів Філіппінської окупації була перетворена на в'язницю. У п'ятьох поверхах вежі, як і раніше, залишилися Кімната Губернатора (Сала ду Губирнадор), Зал Королів (Сала-душ-Рейш), Зал Суду (Сала ди Аудіенсіаш), Каплиця зі склепінням шістнадцятого століття, і відкрита тераса на п'ятому поверсі.
Пам'ятник рясно оздоблений декоративними елементами, зокрема із зображеннями Герба Португалії та характерних хрестів португальського Ордена Христа. Належить до характерної архітектури часу, коли країна була провідною світовою державою (перша половина XVI ст.).
У 1983 році внесена до переліку Всесвітньої Спадщини ЮНЕСКО, а 7 липня 2007 року була визнана одним з семи чудес Португалії.

## Історія
На початку XVI ст. Португалія стає важливою фігурою в міжнародній торгівлі, оскільки португальські Індійські армади на чолі з Васко да Гама, Педру Алварешем Кабралом, Франсішку де Алмейдою і Афонсу де Албукерке встановили морські торговельні шляхи з Індією, Шрі-Ланкою, Малаккою, Африкою і Бразилією, внаслідок чого привозили і пропонували екзотичні продукти. Такі експерименти і дослідження приводять до визначення особливостей стилю мануеліно, представленого в його пам'ятках. Португалія дуже особливо пов'язана до стилю мануеліно, через будівельні роботи, які виконувались під час правління Мануела І, між 1495 і 1521 роками. Цей стиль має спільні риси і, можливо, походить від подібного іспанського архітектурного стилю Ісабеліно, що поширився в сусідній Іспанії наприкінці XV ст під час правління королеви Ізабелли Кастильської. Беленська вежа є прикладом переходу від військової архітектури середньовіччя до епохи Відродження: масивна тильна квадратна вежа середньовічного характеру, з близько тридцятьма метрами висоти, просунуте тіло «фундаменту», яке зміцнювало горизонтальність і охоплювало нерегулярну шестикутну форму, з сорока метрами довжини, орієнтованих на південь, і на Тежу, гармати, розміщені на валі, які попереджували будь-яку спробу нападу морем.
Будувати вежу розпочали тільки в 1514 році, під час правління Мануела I (1495—1521), архітектором був Франсіско де Арруда. Вона була розташована на скелястому оголенні в річці, навпроти старого пляжу Віфлеєма, і призначалася замінити старий корабель артилерії, що стояв на якорі в тій ділянці, де залишали флот на Індію. Ремонти башти були покладені на Діогу Боітака, який в той час також керував уже ранніми роботами сусіднього Монастиря єронімітів.
Завершили будувати вежу в 1520 році.
З розвитком засобів нападу і оборони, структура поступово почала втрачати свою первісну захисну функцію. Протягом багатьох століть вона використовувалася як пост митного оформлення, станція сигналізації, телеграф та маяк. Сховища були використані як тюрми для політичних в'язнів під час правління Філіпа II з Іспанії (1580—1598), а потім Жуаном IV з Португалії (1640—1656). Архієпископ з Браги і Предстоятель Іспанії, Д. Себастьян де Матуш Норонья (1586—1641), через коаліцію Іспанії і протистояння Жуана IV, був заарештований і усамітнений у вежу Белен.
Фортеця зазнала кілька реконструкцій протягом століть, особливо у вісімнадцятому столітті, сприяли зубчасті стіни, з балкона валі, ніша Богородиці, повернена з видом на річку, і на монастир. Порівняння об'ємної форми кам'яної вежі з кораблем переводить красу, оригінальність і інновації[що?].
Класифікована як національний пам'ятник [Архівовано 17 липня 2018 у Wayback Machine.]. Розпорядженням від 10 січня 1907 року розглядається як всесвітня спадщиня ЮНЕСКО з 1983 року[що?]. В тому ж році вступив[хто?] в XVII Європейську виставку мистецтв науки і культури.

## Характеристики
Пам'ятник відображає ісламський і східний вплив, які характеризують стиль Мануеліно.
Структура фортеці складається з двох основних елементів: вежа і вали. В кутах тераси і валів, стоять циліндричні сторожові вежі, прикрашені кам'яними роботами.
Чотирикутна вежа середньовічної традиції піднімається на п'ять поверхів вище фальшборту, а саме: Перший поверх — Кімната губернатора
Другий поверх — Кімната королів
Третій поверх — Зал Суду
Четвертий поверх — Каплиця
П'ятий поверх — Тераса